# Chris Beutler

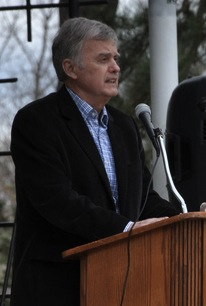
Chris Beutler (2011)

Chris Beutler (* 14. November 1944 in Omaha, Nebraska) ist ein US-amerikanischer Politiker (Demokratische Partei). Er war vom 14. Mai 2007 bis zum 20. Mai 2019 der 51. Bürgermeister von Lincoln, Nebraska.
Er saß von 1978 bis 1986 sowie erneut ab 1990 als Repräsentant des 28. Distrikts von Central Lincoln als Senator in der Nebraska Legislature. Dabei wurde er jeweils 1982, 1994, 1998 und 2002 wiedergewählt. Am 1. Mai 2007 setzte Beutler sich mit 51 Prozent der Stimmen vor dem Republikaner Ken Svoboda durch und trat damit die Nachfolge der nicht mehr kandidierenden Coleen Seng an. 2011 wurde er als Bürgermeister wiedergewählt, als er sich mit 64,68 Prozent der Stimmen gegen die Republikanerin Tammy Buffington durchsetzte. 2015 wurde Beutler für eine dritte Amtszeit bestätigt. Aufgrund einer Begrenzungsklausel durfte er nicht mehr zur Bürgermeisterwahl 2019 antreten, am 20. Mai 2019 wurde er von Leirion Gaylor Baird abgelöst.